# Катастрофа Ту-154 в Красноводске
Катастро́фа Ту-154 в Красново́дске — авиационная катастрофа, произошедшая в понедельник 18 января 1988 года. Авиалайнер Ту-154Б-1 авиакомпании «Аэрофлот» выполнял рейс SU-699 по маршруту Москва — Красноводск — Ашхабад, но при посадке в аэропорту Красноводска грубо сел на ВПП и разрушился. Из находившихся на его борту 146 человек (137 пассажиров и 9 членов экипажа) погибли 11.

## Самолёт
Ту-154Б-1 (регистрационный номер СССР-85254, заводской 78A-254, серийный 0254) был выпущен Куйбышевским авиационным заводом (КуАПО) 24 января 1978 года и передан МГА СССР, которое 21 февраля того же года направило его в Ашхабадский отдельный авиаотряд Туркменского управления гражданской авиации авиакомпании «Аэрофлот». Оснащён тремя турбовентиляторными двигателями НК-8-2У производства КМПО. На день катастрофы совершил 8082 цикла «взлёт-посадка» и налетал 15 859 часов.

## Экипаж
Самолётом управлял экипаж из 369-го лётного отряда (Ашхабадский объединённый авиаотряд), его состав был таким:
- Командир воздушного судна (КВС) — Виктор Сергеевич Чураев.
- Второй пилот — Владимир Дмитриевич Егоров. Налетал 7410 часов, 727 из них на Ту-154.
- Штурман — Михаил Семёнович Радулов.
- Бортинженер — Владимир Александрович Хрипунов.

В салоне самолёта работали 5 бортпроводников: Лилия Балакшина, Светлана Чернова, Ольга Гиршфельд, Григорий Черкасов и Ишан Хаджикулиев.

## Катастрофа
Ту-154Б-1 борт СССР-85254 выполнял рейс SU-699 из Москвы в Ашхабад с промежуточной посадкой в Красноводске. Ночью 18 января рейс 699 вылетел из московского аэропорта Домодедово. Накануне при заходе на посадку в аэропорту Домодедово второй пилот не выдержал параметры захода на посадку, вследствие чего авиадиспетчер отправил лайнер на второй круг.
При подготовке к посадке в Красноводске второй пилот попросил у командира разрешения выполнить посадку, на что тот согласился, но с оговоркой, чтобы не смел уходить на второй круг (2П — Дай, попробую сяду, КВС — Попробуй… Только уйди у меня на второй круг, я тебе попробую потом. Понял?).
За неделю до этого рейса второй пилот закончил лётную подготовку на ввод в строй командиром экипажа Ту-154, но проверка показала, что он ещё не был готов к выполнению полётов в качестве КВС. Командир рейса 699 знал об этой ситуации и дал возможность второму пилоту — кандидату в КВС — реабилитироваться при заходе на посадку в аэропорту Красноводск.
Посадка в Красноводске осуществлялась ночью с посадочным курсом 162°. Действуя по команде второго пилота, экипаж приступил к снижению. Изначально заход на посадку осуществлялся в соответствии с установленными параметрами, и в 4,5 километрах от торца ВПП экипаж доложил о готовности к посадке, на что получил разрешение. Когда пилоты начали выполнять предпосадочные операции, действуя по контрольной карте, второй пилот отвлёкся от выдерживания расчётных параметров захода на посадку, и в результате самолёт прошёл ДПРМ на 20 метров выше глиссады при скорости 275 км/ч на высоте 285 метров над уровнем моря. Также за 4,2 километра от полосы авиалайнер начало уводить вправо, из-за чего за 300–400 метров до пролёта БПРМ, когда отклонение достигло 25–30 метров, даже сработала команда «ПРЕДЕЛ КУРСА», а авиадиспетчер предупредил: Правее 20.
Самолёт прошёл БПРМ на высоте 80 метров, то есть на 5 метров выше глиссады, а через 3 секунды в кабине экипажа сработал сигнал «ПРЕДЕЛ ГЛИССАДЫ», так как лайнер находился выше глиссады на 7 метров. Хотя посадку осуществлял второй пилот, КВС до пролёта БПРМ всё же вмешивался в управление и корректировал боковое уклонение, тем самым облегчая работу второму пилоту. До пересечения высоты принятия решения (80 метров) самолёт всё ещё находился в пределах глиссады. На высоте принятия решения командир проинформировал: 80 метров, решение? Полоса по курсу. Второй пилот дал команду: Садимся.
На расстоянии 750 метров от ВПП превышение профиля полёта над глиссадой достигло уже 10 метров. Видя, что второй пилот ничего не предпринимает, КВС предупредил его об этом фразами: Полоса где? Полоса-то где?, после чего второй пилот резким движением штурвала перевёл самолёт в крутое снижение с увеличением вертикальной скорости до 5,5-6 м/сек.
В 35 метрах над землёй самолёт уже был ниже глиссады. Но вместо уменьшения вертикальной скорости снижения второй пилот только увеличил её до 8–10 м/сек, увеличив угол тангажа до −6,5°. Самолёт нырнул под глиссаду. Находящийся во взвинченном состоянии, да ещё при жёстком лимите времени, второй пилот, исправляя боковое уклонение, отвлёкся от контроля за вертикальной скоростью и углом тангажа, тем самым разбалансировал самолёт, который находился в посадочной конфигурации. Лишь за 2,5 секунды до касания ВПП, когда лайнер был в 20–25 метрах от земли и снижался с вертикальной скоростью 8–10 м/с с перегрузкой 0,95 g, КВС энергично вмешался в управление и потянул штурвал на себя, заставив самолёт поднять нос, повысив при этом вертикальную перегрузку до 1,34 g. Но недостаток высоты не позволил снизить вертикальную скорость до нормальных значений.
В 05:19:43 (04:19:43 MSK) рейс SU-699 с вертикальной скоростью 5–7 м/сек приземлился на торец ВПП сразу на три точки. Основные стойки шасси ударились об торец бетонных плит ВПП. В этот момент самолёт испытал перегрузку в 4,8 g, из-за чего фюзеляж разломился в районе шпангоутов 12–14 и 49–54 на три части. Далее хвостовая часть с двигателями оторвалась от остального фюзеляжа, при этом пассажиры, сидевшие в 24–26 рядах, выпали на бетон взлётной полосы; остановилась хвостовая часть лишь в 874 метрах от торца ВПП под углом 45° к её оси и в 58 метрах левее. Передняя часть остановилась в 780 метрах от торца ВПП в 67 метрах левее оси и развернувшись на 180°. Также у лайнера были сломаны передняя и правая стойки шасси, разрушена левая часть крыла и крепление двигателя №2 (правого). Пожара на месте катастрофы не возникло.
Всего в катастрофе погибли 11 пассажиров. Ранения получили 16 человек — 9 человек (2 члена экипажа и 7 пассажиров) получили тяжёлые травмы (тяжёлые черепно-мозговые травмы), 7 человек (4 члена экипажа и 3 пассажира) получили лёгкие травмы.

## Расшифровка переговоров

### Сокращения
- КВС: Командир воздушного судна — Виктор Сергеевич Чураев
- 2П: Второй пилот — Владимир Дмитриевич Егоров
- ШТ: Штурман — Михаил Семенович Радулов
- БИ: Бортинженер — Владимир Александрович Хрипунов
- Д: Авиадиспетчер
- Внеш. связь: переговоры с авиадиспетчером

### Расшифровка
| Время (MSK) |                                                |                                                                                |
| ----------- | ---------------------------------------------- | ------------------------------------------------------------------------------ |
| 04.13.29    | КВС                                            | Горизонт, эшелон перехода, давление 765 установить.                            |
|             | КВС                                            | Закрылки 28.                                                                   |
|             | 2П                                             | На 28, режим 7-5.                                                              |
|             | ШТ                                             | Закрылки выпускаются синхронно, стабилизатор перекладывается, табло мигает.    |
| 04:17:42    | Д                                              | 254, удаление 9, на курсе, подходите к глиссаде.                               |
| 04:17:42    | КВС                                            | Закрылки 45.                                                                   |
| 04:17:45    | КВС (внеш. связь)                              | 254, понял.                                                                    |
| 04:17:45    | ШТ                                             | Стабилизатор перекладывается, предкрылки выпущены, подходим к глиссаде.        |
| 04:18:00    | ШТ                                             | Скорость 275, на курсе, на глиссаде.                                           |
| 04:18:19    | ШТ                                             | До торца 6, на курсе, на глиссаде, скорость 270.                               |
| 04:18:30    | Д                                              | 254, удаление 5, на курсе, на глиссаде, готовность к посадке?                  |
| 04:18:41    | КВС                                            | 254, в глиссаде, шасси выпустил, к посадке готов, стабилизатор+                |
| 04:18:46    | Д                                              | 254 — дальний, на курсе, на глиссаде, посадку разрешаю.                        |
| 04:18:52    | 2П                                             | Загружатели?                                                                   |
| 04:18:53    | ШТ                                             | Закрылки 45 выпущены, 5.5, загружатели отключены. Табло «Взлет-посадка» горят. |
| 04:19:01    | БИ                                             | Фары выпущены.                                                                 |
| 04:19:05    | ШТ                                             | Скорость 280, на курсе, на глиссаде.                                           |
| 04:19:13    | ШТ                                             | Скорость 270, глиссада немножко ниже.                                          |
| 04:19:20    | ШТ                                             | 110, оценка! Скорость 270.                                                     |
| 04:19:23    | ШТ                                             | 100 метров, скорость 270.                                                      |
|             | ШТ                                             | Предел!                                                                        |
|             | КВС                                            | 80 метров, решение? Полоса по курсу.                                           |
|             | 2П                                             | Садимся!                                                                       |
| Д           | 254, правее 20 (накладка на внутреннюю связь). |                                                                                |
| 04:19:32    | КВС                                            | Полоса где?                                                                    |
|             | КВС                                            | Полоса-то где?                                                                 |
| 04:19:39    | ШТ                                             | 50.                                                                            |
|             | ШТ                                             | 40.                                                                            |
|             | ШТ                                             | 30.                                                                            |
|             | КВС                                            | Держи!                                                                         |
| 04:19:41    | ШТ                                             | 20.                                                                            |
|             | 2П                                             | Что держать?                                                                   |
|             | КВС                                            | [на держи] или [я держу].                                                      |
|             | КВС                                            | Где?                                                                           |
|             | ШТ                                             | 2.                                                                             |
| 04:19:43,6  | Самолёт касается ВПП.                          | Самолёт касается ВПП.                                                          |

## Причины катастрофы
Ранее (15 января) второй пилот рейса 699 уже выполнял две посадки на Ту-154. Сравнив их, комиссия обнаружила, что в обоих случаях второй пилот имел схожую манеру действий рулями высоты. Но 18 января он начал увеличивать вертикальную скорость на меньшей высоте, при этом штурвал отклонялся ещё сильнее. Вообще второй пилот Егоров часто перекладывал штурвал, из-за чего наблюдалась несбалансированность самолётов в продольном канале; можно даже сказать, что увеличение вертикальной скорости за счёт отдачи штурвала от себя и увод самолёта под глиссаду являлись характерной манерой пилотирования Егорова. КВС Чураев знал о такой манере, в связи с чем при разрешении Егорову осуществить посадку в аэропорту Красноводска обязан был быть готовым вовремя взять управление, когда ещё можно было исправить ситуацию.

Катастрофа произошла в результате:
- приземления самолёта с большой вертикальной скоростью снижения и его разрушения от нерасчётных нагрузок вследствие ошибок в пилотировании, допущенных вторым пилотом после пролёта высоты принятия решения, его недостаточной готовности к выполнению посадки в данных условиях (крутая глиссада снижения в сочетании с особенностями светосигнального оборудования и встречного уклона ВПП);
- несвоевременного исправления ошибок командиром воздушного судна по причине неудовлетворительного взаимодействия в экипаже.

— 